# قلعه نقاره‌خانه (ماهنشان)
بقایای قلعه نقاره خانه مربوط به سده‌های میانه دوران‌های تاریخی پس از اسلام است و در شهرستان ماهنشان، بخش انگوران، دهستان قلعه جوق، ۱/۵ کیلومتری جنوب روستای قلعه جوق واقع شده و این اثر در تاریخ ۲۷ بهمن ۱۳۸۷ با شمارهٔ ثبت ۲۴۶۰۷ به‌عنوان یکی از آثار ملی ایران به ثبت رسیده است.